# Rędzina (Lubasz)
Rędzina – część wsi Lubasz w Polsce, położona w województwie małopolskim, w powiecie dąbrowskim, w gminie Szczucin.
W latach 1975–1998 Rędzina administracyjnie należała do województwa tarnowskiego.